# Hockey Club Ambrì-Piotta 2012-2013
Questa è la rosa della stagione 2012/2013 dell'Hockey Club Ambrì-Piotta.

## Roster
| N. | Naz.                   | Ruolo | Nome               |
| -- | ---------------------- | ----- | ------------------ |
| 1  | Svizzera (bandiera)    | P     | Nolan Schaefer     |
| 3  | Svizzera (bandiera)    | P     | Lorenzo Croce      |
| 33 | Stati Uniti (bandiera) | P     | Cory Schneider     |
| 2  | Canada (bandiera)      | D     | Ray Giroux         |
| 5  | Svizzera (bandiera)    | D     | Giacomo Casserini  |
| 11 | Svizzera (bandiera)    | D     | Marc Schulthess    |
| 16 | Svizzera (bandiera)    | D     | Isacco Dotti       |
| 17 | Svizzera (bandiera)    | D     | Martin Höhener     |
| 22 | Svizzera (bandiera)    | D     | Reto Kobach        |
| 26 | Canada (bandiera)      | D     | Maxim Noreau       |
| 28 | Svizzera (bandiera)    | D     | Patrick Sidler     |
| 43 | Svizzera (bandiera)    | D     | John Gobbi         |
| 80 | Rep. Ceca (bandiera)   | D     | Zdeněk Kutlák      |
| 81 | Svizzera (bandiera)    | D     | Julien Bonnet      |
| 84 | Svizzera (bandiera)    | D     | Adrian Trunz       |
| 6  | Svizzera (bandiera)    | A     | Dominic Forget     |
| 10 | Svizzera (bandiera)    | A     | Vitali Lakhmatov   |
| 12 | Svizzera (bandiera)    | A     | Daniele Grassi     |
| 13 | Svizzera (bandiera)    | A     | Raeto Raffainer    |
| 18 | Svizzera (bandiera)    | A     | Inti Pestoni       |
| 19 | Svizzera (bandiera)    | A     | Jason Williams     |
| 20 | Svizzera (bandiera)    | A     | Elias Bianchi      |
| 21 | Svizzera (bandiera)    | A     | Marc Reichert      |
| 23 | Svizzera (bandiera)    | A     | Alain Miéville     |
| 27 | Stati Uniti (bandiera) | A     | Richard Park       |
| 44 | Svizzera (bandiera)    | A     | Roman Schlagenhauf |
| 46 | Svizzera (bandiera)    | A     | Paolo Duca         |
| 63 | Svizzera (bandiera)    | A     | Mattia Bianchi     |
| 67 | Stati Uniti (bandiera) | A     | Max Pacioretty     |
| 68 | Svizzera (bandiera)    | A     | Tim Weber          |
| 71 | Svizzera (bandiera)    | A     | Gianni Donati      |
| 87 | Svizzera (bandiera)    | A     | Marco Pedretti     |
| 89 | Svizzera (bandiera)    | A     | Roman Botta        |
| 91 | Canada (bandiera)      | A     | Matt Duchene       |

- Allenatore:  Kevin Constantine
 Serge Pelletier
- Ass.Allenatore:  Diego Scandella
 Reto Stirnimann
- Dir. Sportivo:  Jean-Jacques Aeschlimann
 Serge Pelletier

## Maglie
| Prima divisa | Seconda divisa |